# Luchthaven Mariehamn
Luchthaven Mariehamn bevindt zich in de gemeente Jomala, in de autonome Finse eilandengroep Åland, gelegen in de Oostzee. De luchthaven ligt op ongeveer 3 km ten noordwesten van Mariehamn, de hoofdstad van Åland. De luchthaven wordt beheerd door de Finse nationale luchtvaartmaatschappij Finavia.
- Air Åland (dat sinds 1 juli 2012 geëxploiteerd wordt door de Zweedse maatschappij Nextjet) heeft hier de thuishaven. Deze maatschappij verzorgt drie- tot viermaal daags reguliere diensten naar Helsinki (Luchthaven Helsinki-Vantaa) en Turku (Luchthaven Turku) en tweemaal daags naar Stockholm (Luchthaven Stockholm-Arlanda), met Saab 340 A vliegtuigen.
- Turku Air verzorgt vluchten naar Turku, driemaal daags op werkdagen, met een Piper PA-31 Navajo. Daarnaast verzorgt deze maatschappij ook vrachtvluchten en zakenvluchten.

Doordat er een uur tijdsverschil is met Zweden, arriveren vliegtuigen die naar Stockholm vliegen daar schijnbaar eerder dan dat ze in Mariehamn vertrokken zijn.
Door de speciale status die Åland heeft, heeft het vliegveld een taxfree winkel. Reizigers die vliegen naar bestemmingen buiten Åland - dus ook naar Finland - kunnen hier belastingvrij inkopen.

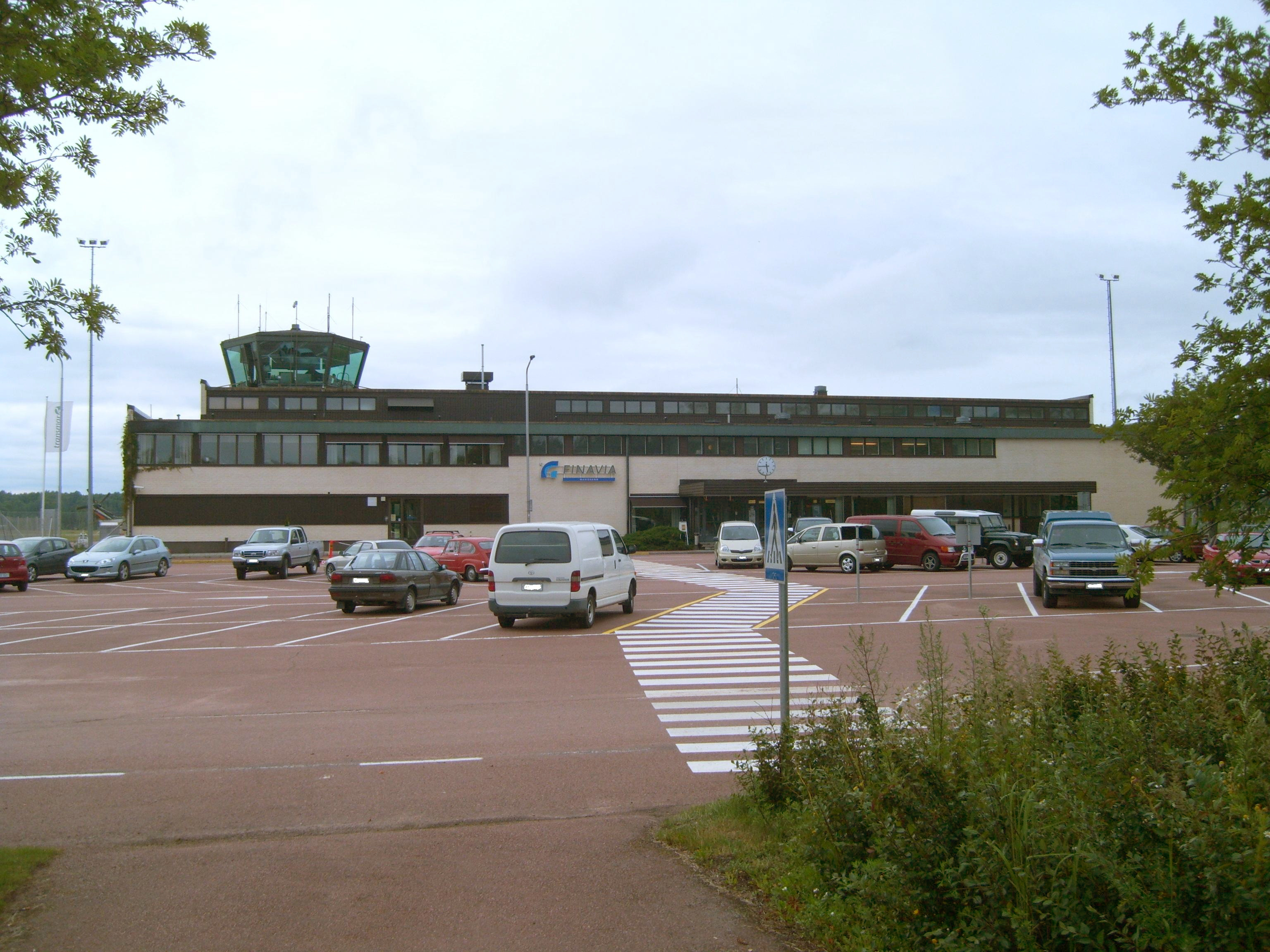
De terminal gezien vanaf de openbare weg.